# 나는 쓰레기다
"나는 쓰레기다"는 2016년에 개봉한 대한민국의 영화이다.

## 캐스팅
- 이상우 : 상우 역
- 양명헌 : 상태 역
- 박형빈 : 상구 역
- 권범택 : 아버지 역
- 유소현
- 조용석
- 김헌
- 박세희
- 이혜근
- 김태연
- 예나
- 지나
- 김인태
- 유현호
- 마준혁